# Meine Reise
Meine Reise ist das Debütalbum der österreichischen Sängerin und Schauspielerin Ronja Forcher.

## Entstehung
Das Album Meine Reise wurde mit dem Produzententeam in Düsseldorf und Berlin geschrieben und wurde am 15. Juli 2022 veröffentlicht. Alle Lieder haben einen ursprünglichen Moment oder eine ursprüngliche Erinnerung oder Menschen in meinem Leben, woraus sie entstanden sind. Es ist als einfache CD oder als exklusives Bundle mit handsigniertem Poster und Autogrammkarte erhältlich.

## Trackliste
1. Meine Reise – 3:17
2. Buch mit vielen Seiten – 3:23
3. Tirol – 3:00
4. Danke – 3:17
5. In Meiner Welt – 2:53
6. Geh' schon mal vor – 2:42
7. Tanz für dich – 2:33
8. Um die ganze Welt – 3:07
9. So wie du – 3:07
10. Sommergefühl – 2:43
11. Zeitmaschine – 3:07
12. Karma – 3:23
13. Wie stark ist ein Herz – 3:13
14. Danke – Weihnachtsversion – 3:16